# Ребристый
Ребри́стый — посёлок в Невьянском районе Свердловской области России, юго-восточный пригород Невьянска. Входит в Невьянский муниципальный округ. Расположен на берегу Невьянского пруда.

## География
Посёлок Ребристый расположен на восточном берегу Невьянского пруда, юго-восточнее города Невьянска. Посёлок находится к северо-западу от Екатеринбурга, к юго-востоку от Нижнего Тагила в 4 километрах по прямой и в 7 километрах от центра города Невьянска.

## История
22 ноября 1966 года Указом Президиума ВС РСФСР посёлок участка № 1 отделения № 1 совхоза «Невьянский» переименован в Ребристый.
До 2000-х годов являлся административным центром Ребристого сельсовета Невьянского района. Ранее (на 1967 год) входил в состав Федьковского сельсовета.

## Население
| 2002 | 2010 | 2021 |
| ---- | ---- | ---- |
| 899  | ↘877 | ↗912 |

По данным Всероссийской переписи населения 2010 года, в посёлке Ребристом проживали 877 человек, из них 419 мужчин и 458 женщин. По данным переписи населения 2002 года, русские составляли 87 % об общего числа жителей посёлка.

## Инфраструктура
В посёлке Ребристом есть сельский клуб с библиотекой, малокомплектные школа и детский сад, фельдшерско-акушерский пункт и почтовое отделение, работают несколько магазинов. Имеется спортивно-оздоровительный клуб «Камелот».
До посёлка можно добраться на автобусе из Невьянска.
Предприятия посёлка:
- СПК колхоз «Невьянский»;
- ООО «ЗДОРОВАЯ МОЛОЧНАЯ ФЕРМА»;
- ООО «АВГУСТ»;
- ООО ТТК «А-1»;
- ООО «Фермер»;
- ООО «Город мастеров»;
- ООО «УЭК»;
- ООО «Мехсервис»;
- ООО «Металл»;
- ООО «УПД»;
- ООО «ЭКГ ДЕТАЛЬ»;
- ООО «СЕРМАР»;
- КФХ Меркеля А. К.;
- КХ Ковалёва Ю. М.